# Šepšin
Šepšin (em cirílico:Шепшин) é uma vila da Sérvia localizada no município de Mladenovac, pertencente ao distrito de Belgrado, nas regiões de Šumadija e Kosmaj. Possuía uma população de 855 habitantes segundo o censo de 2002.

## Demografia
| 1948  | 1953  | 1961  | 1971  | 1981 | 1991 | 2002 |
| ----- | ----- | ----- | ----- | ---- | ---- | ---- |
| 1 214 | 1 248 | 1 247 | 1 114 | 979  | 956  | 855  |